# لوکا (ایتالیا)
شهر لوکا (به ایتالیایی: Lucca) با جمعیت ۸۳٬۲۲۸ نفر در استان لوکا در ناحیهٔ توسکانی در کشور ایتالیا و در کنار رودخانهٔ سرکیو (Serchio) واقع شده‌است. این شهر مرکز استان لوکا است و بیشتر شهرت آن به دلیل وجود دیوارهای دفاعی اطراف شهر است.

## نگارخانه

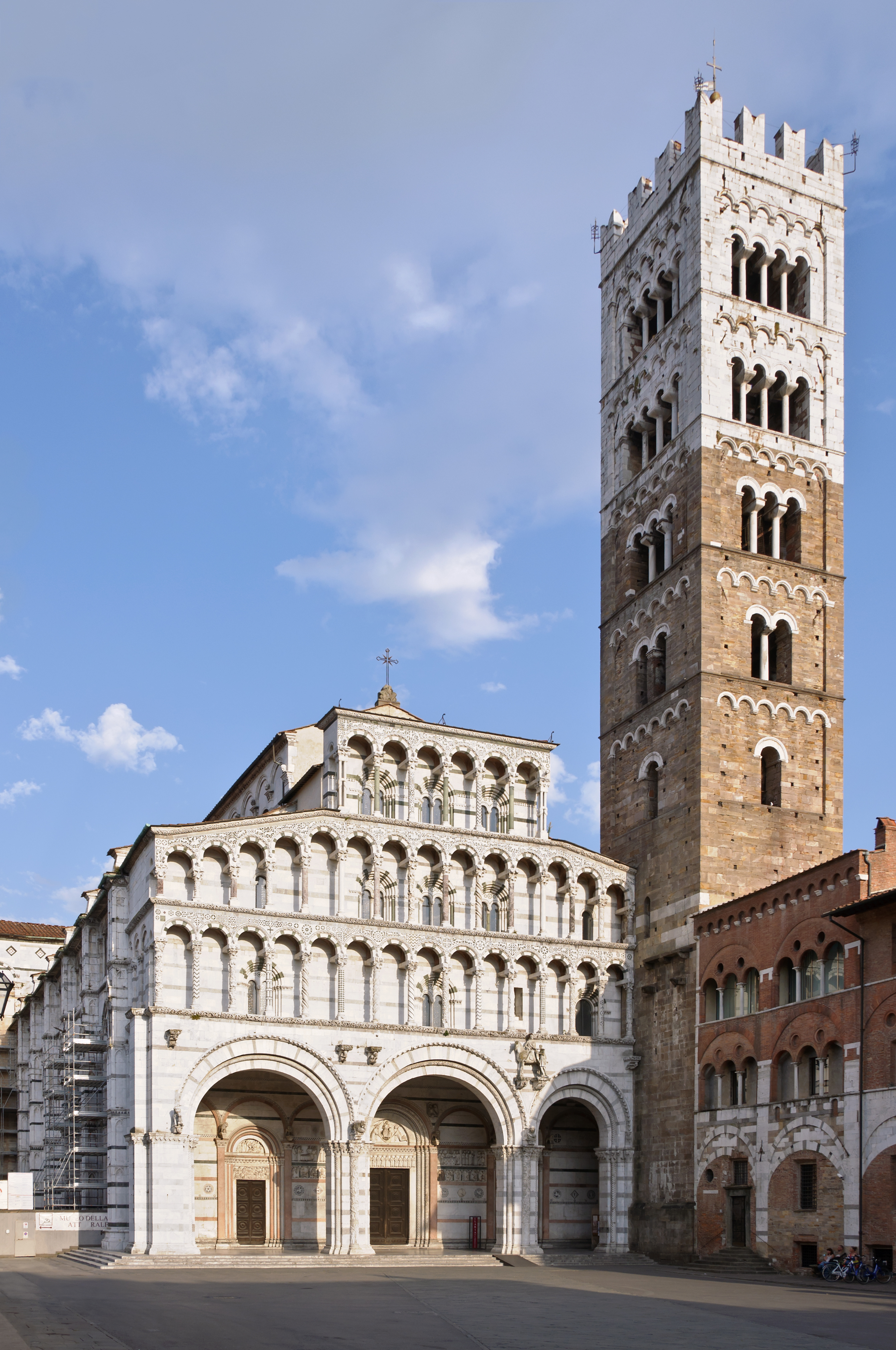
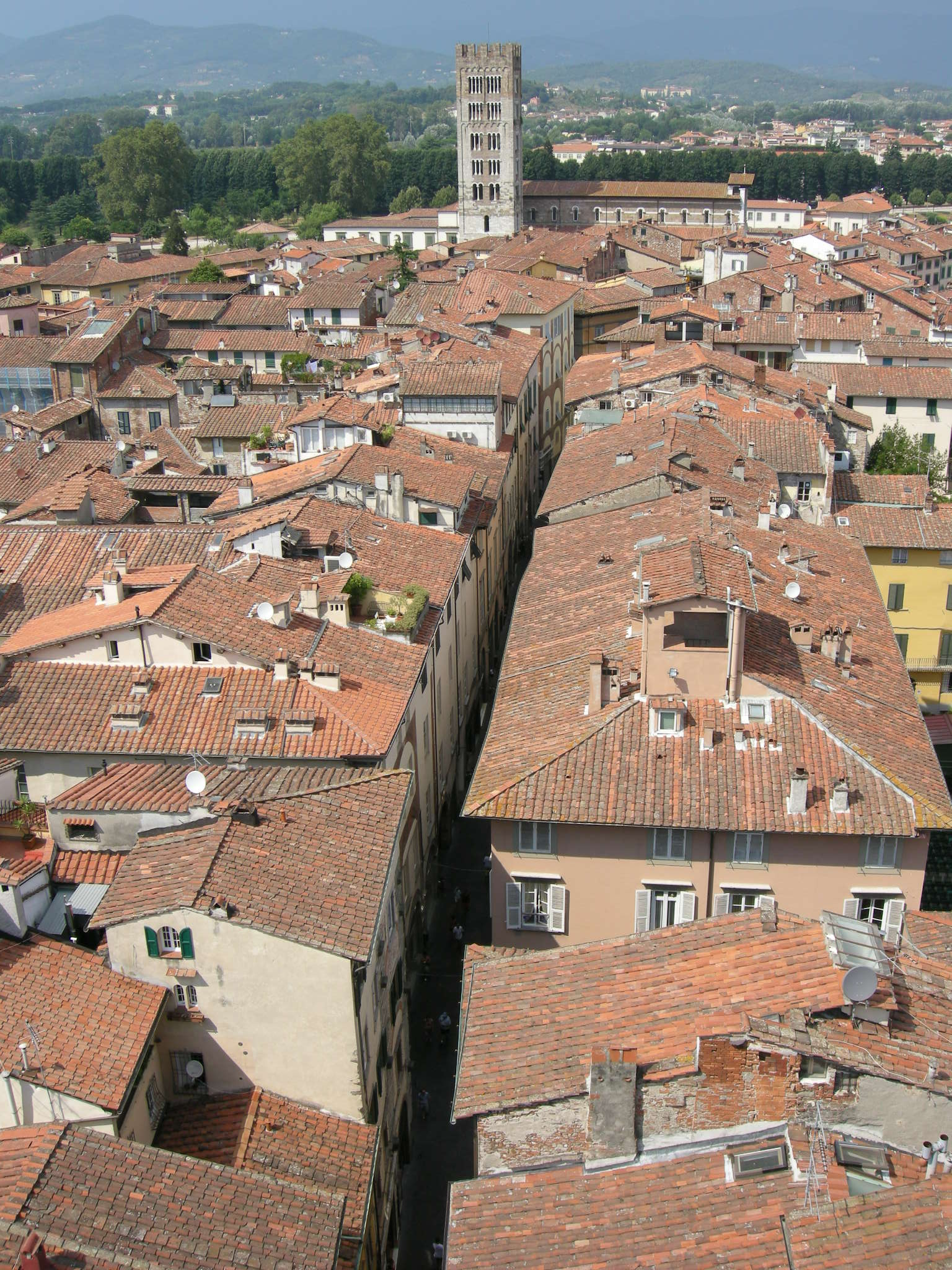
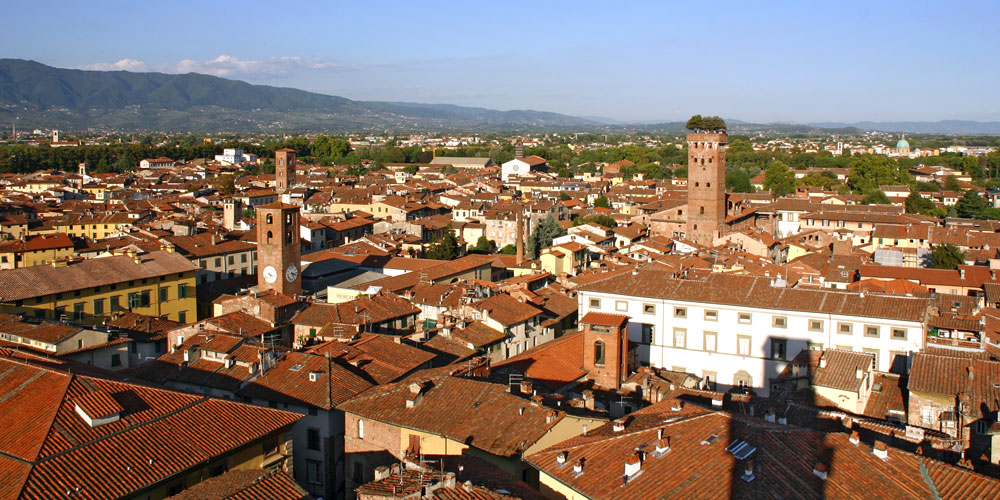
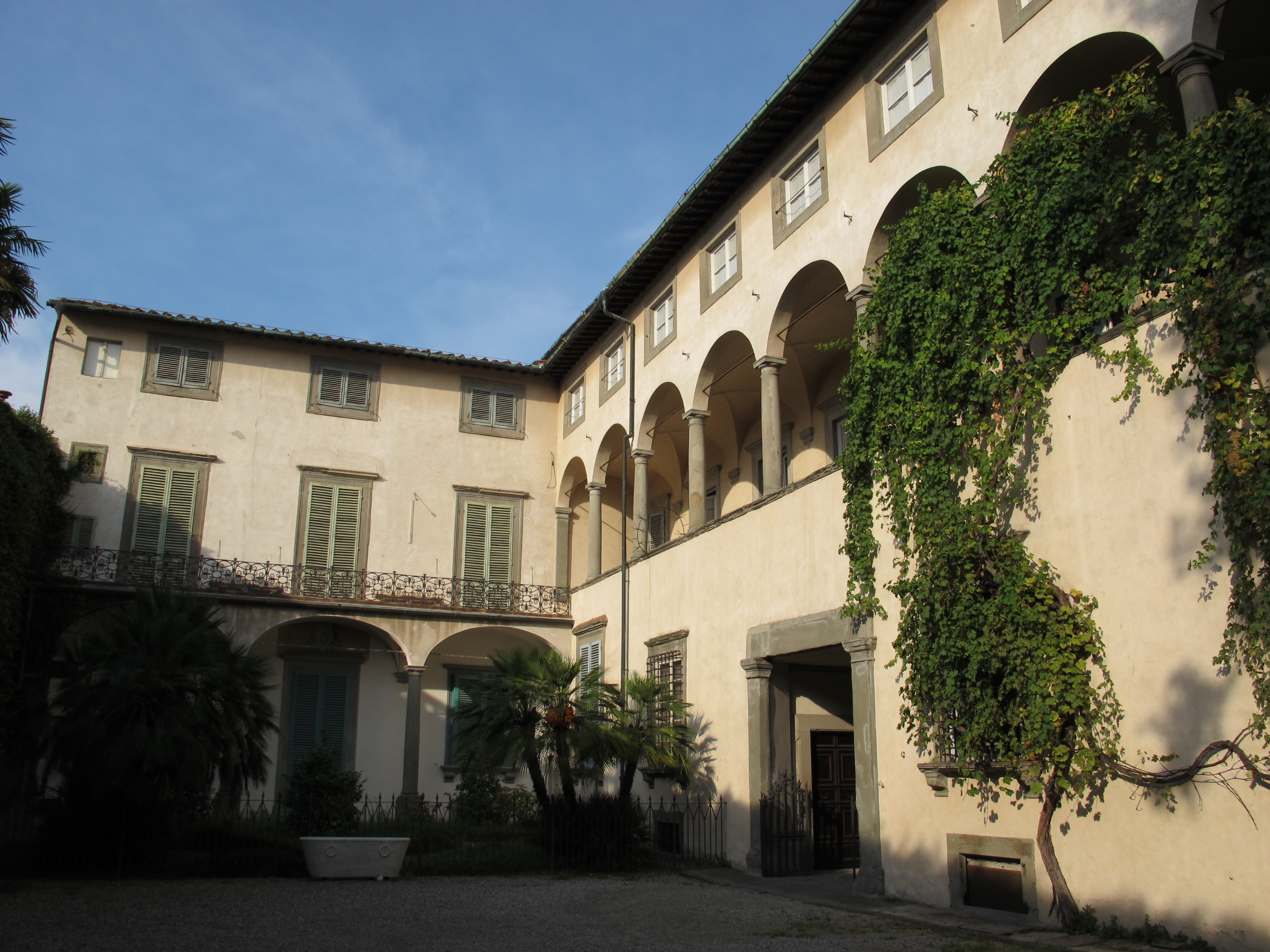
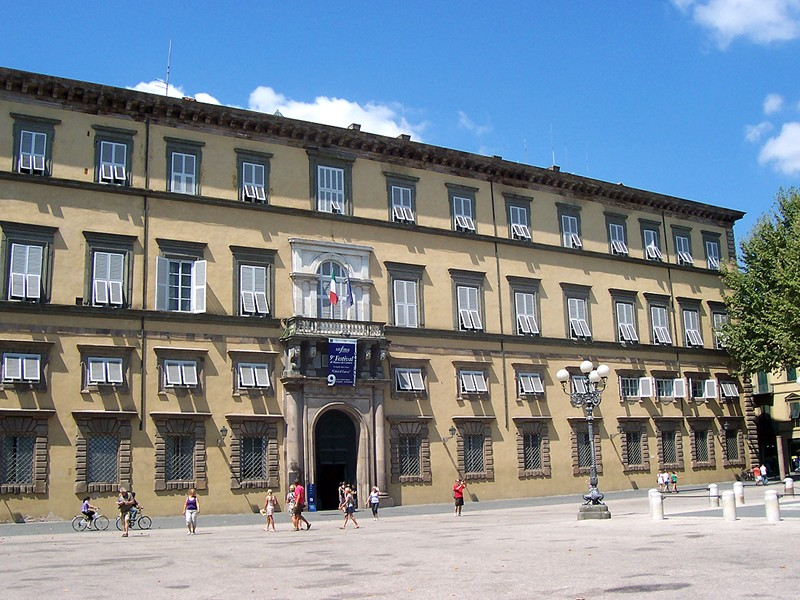
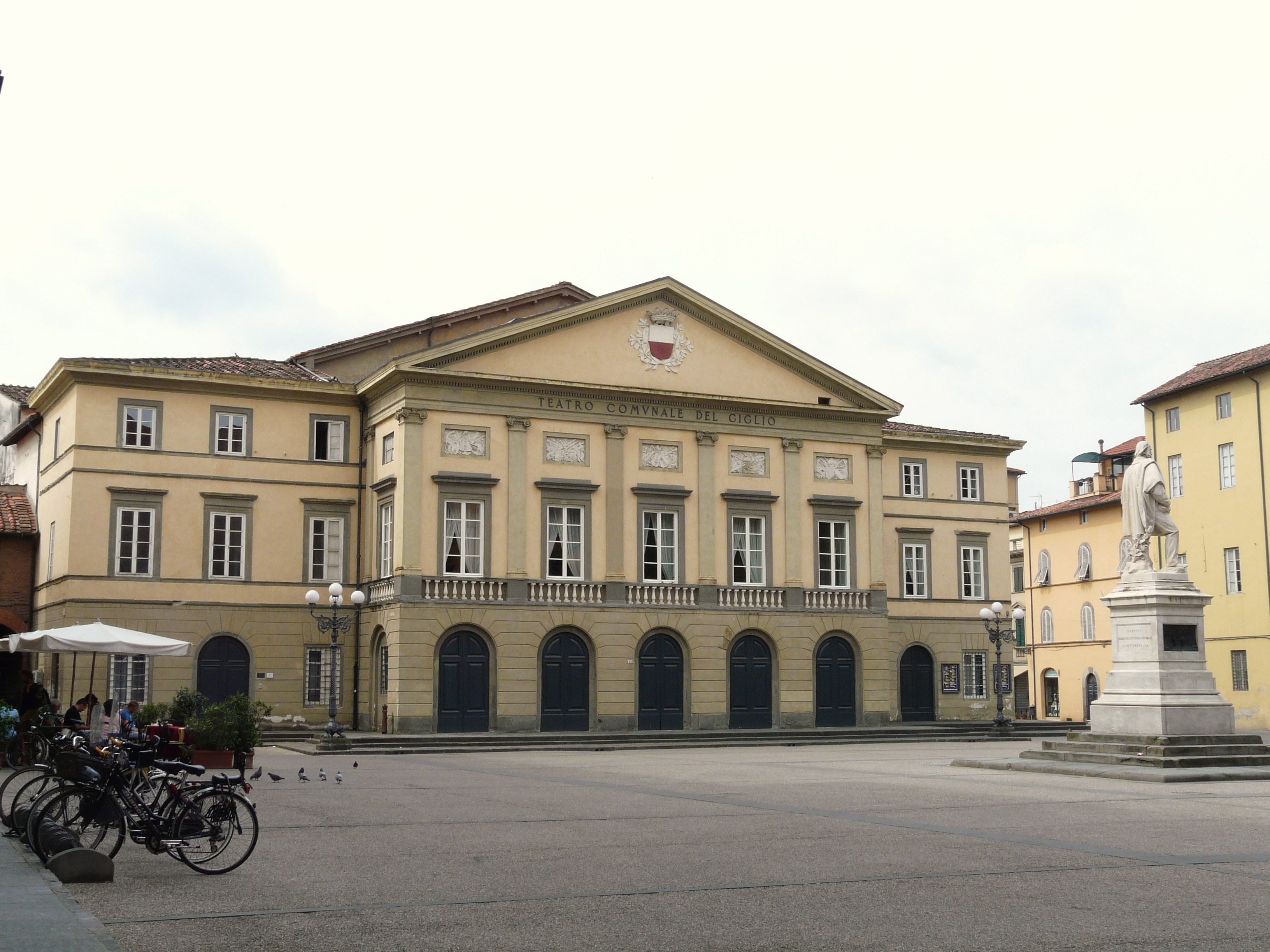
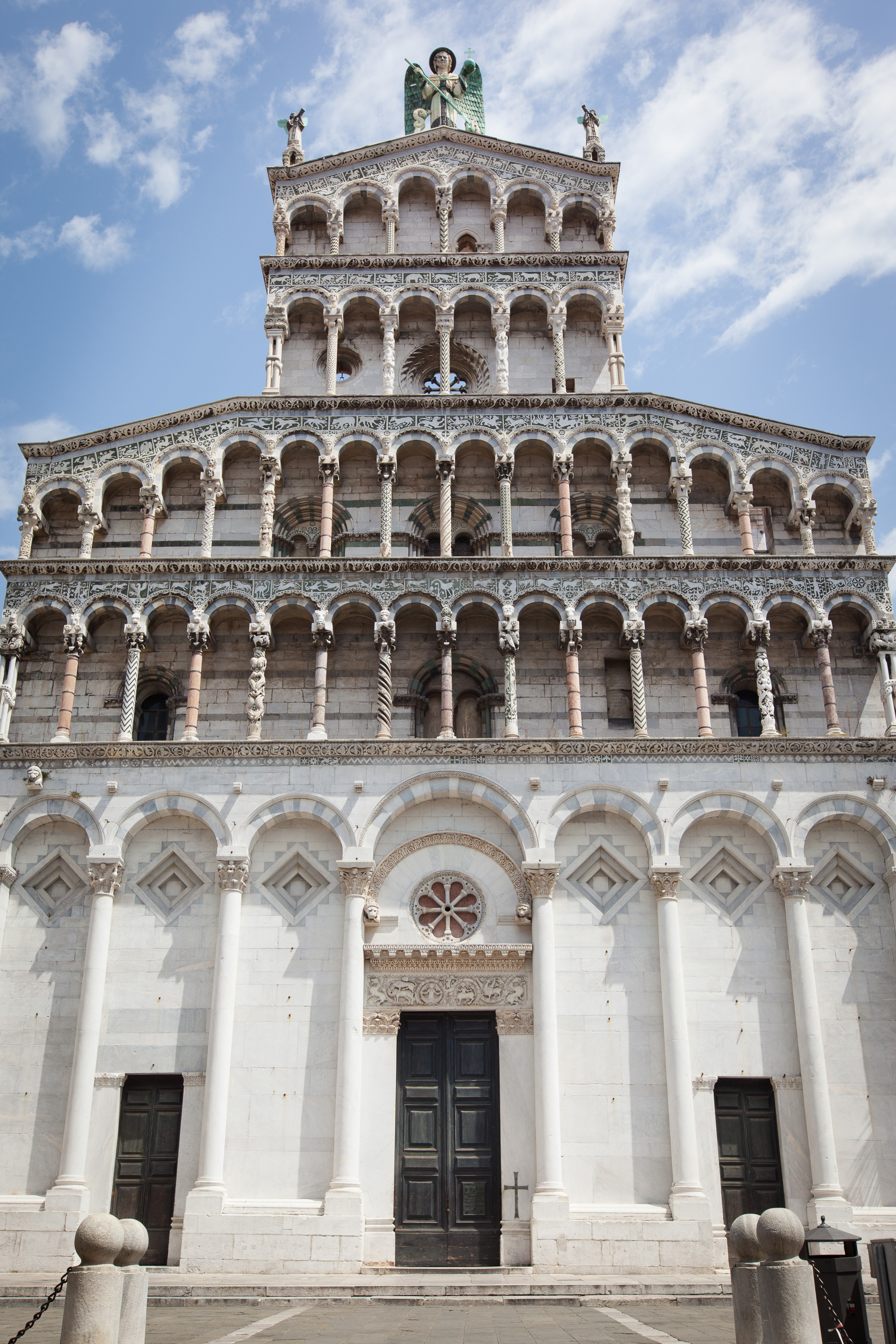
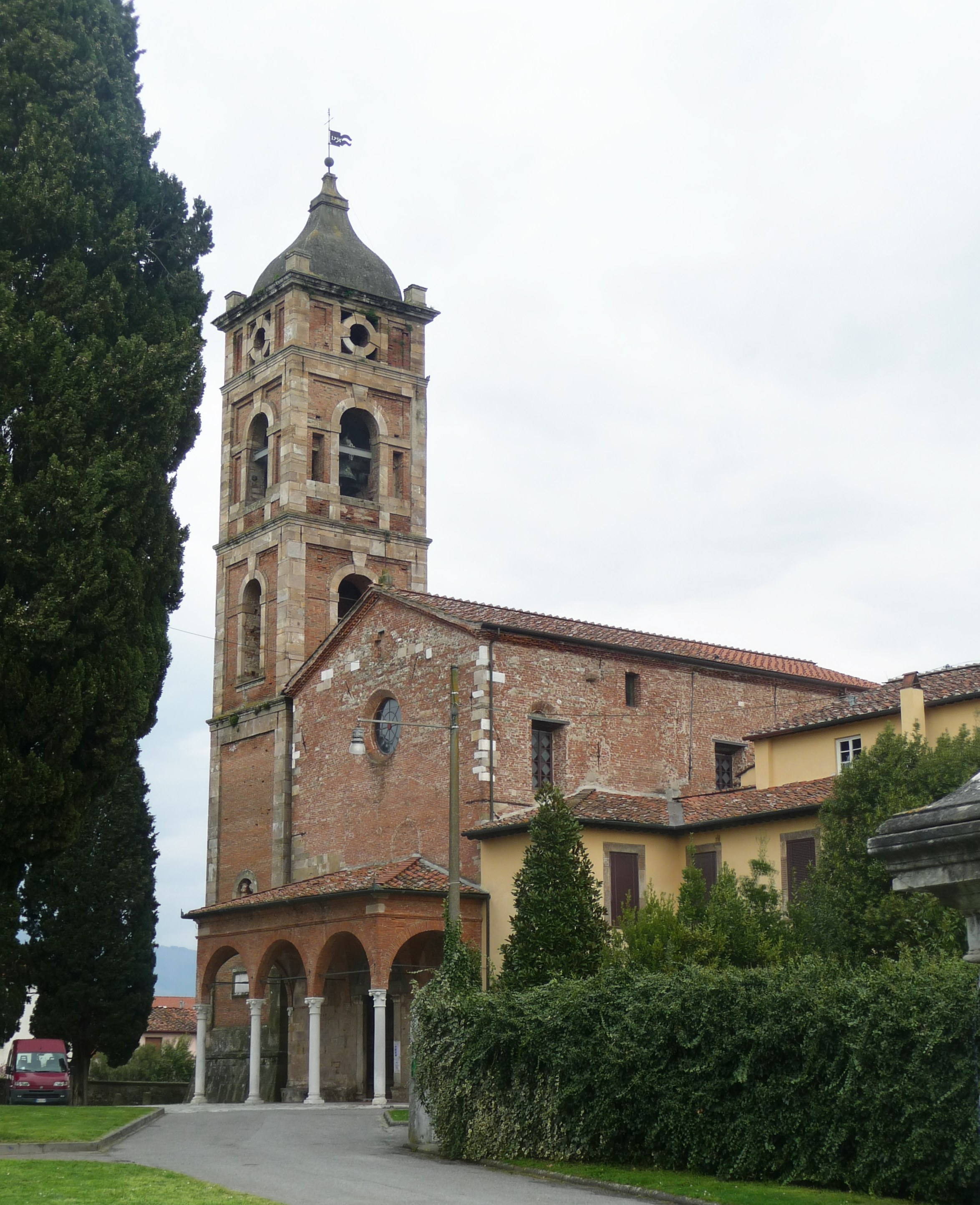
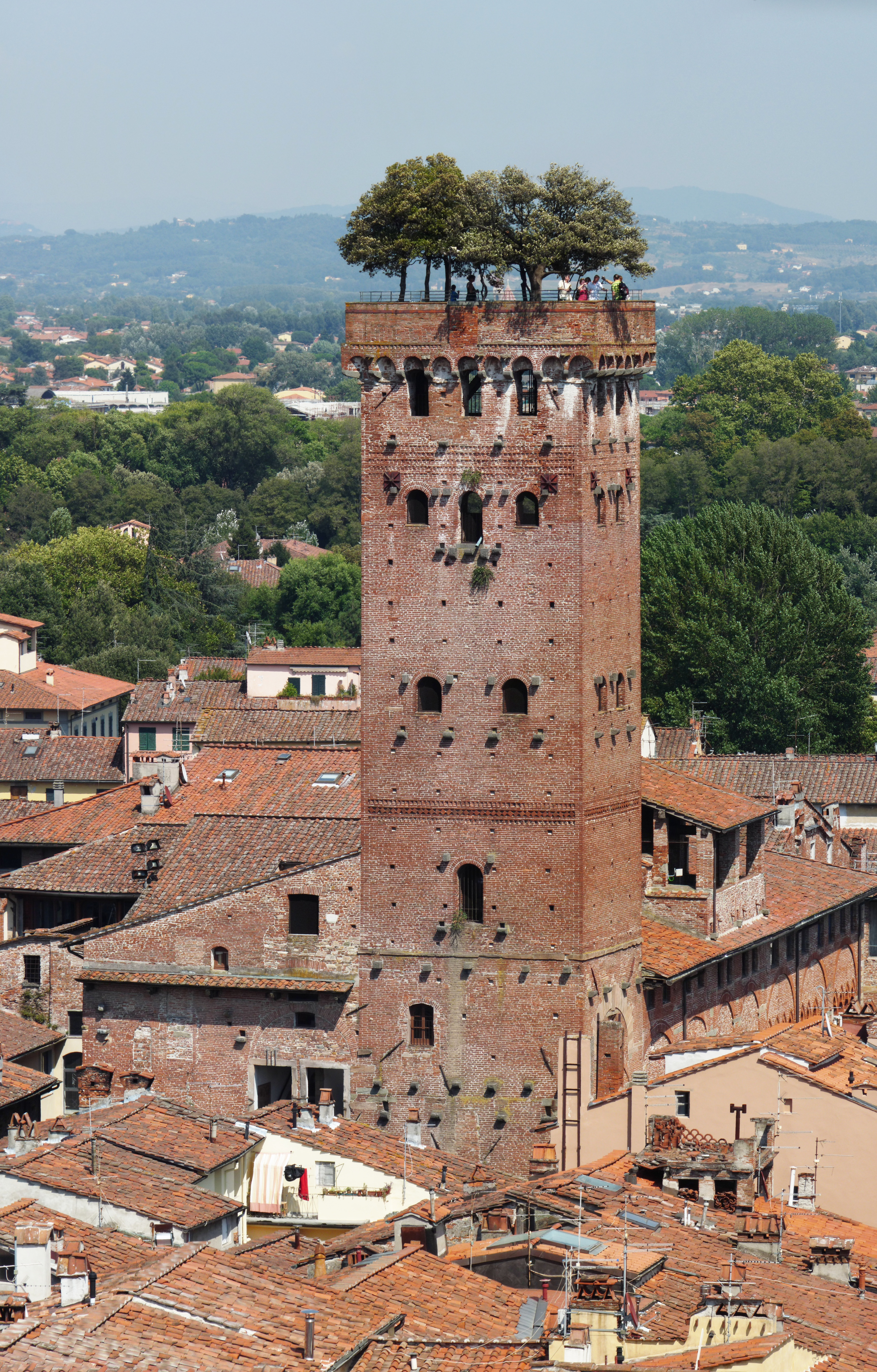
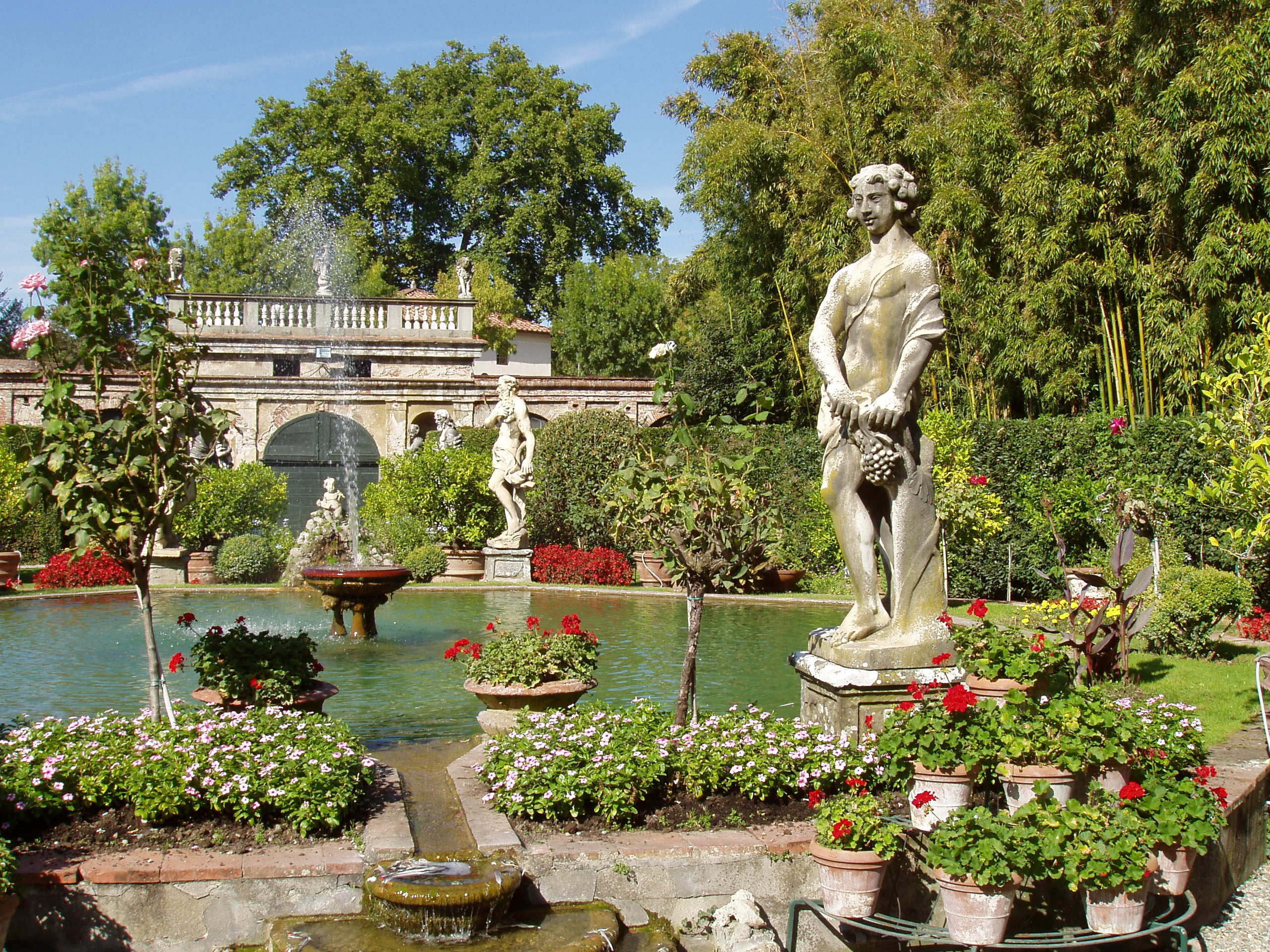
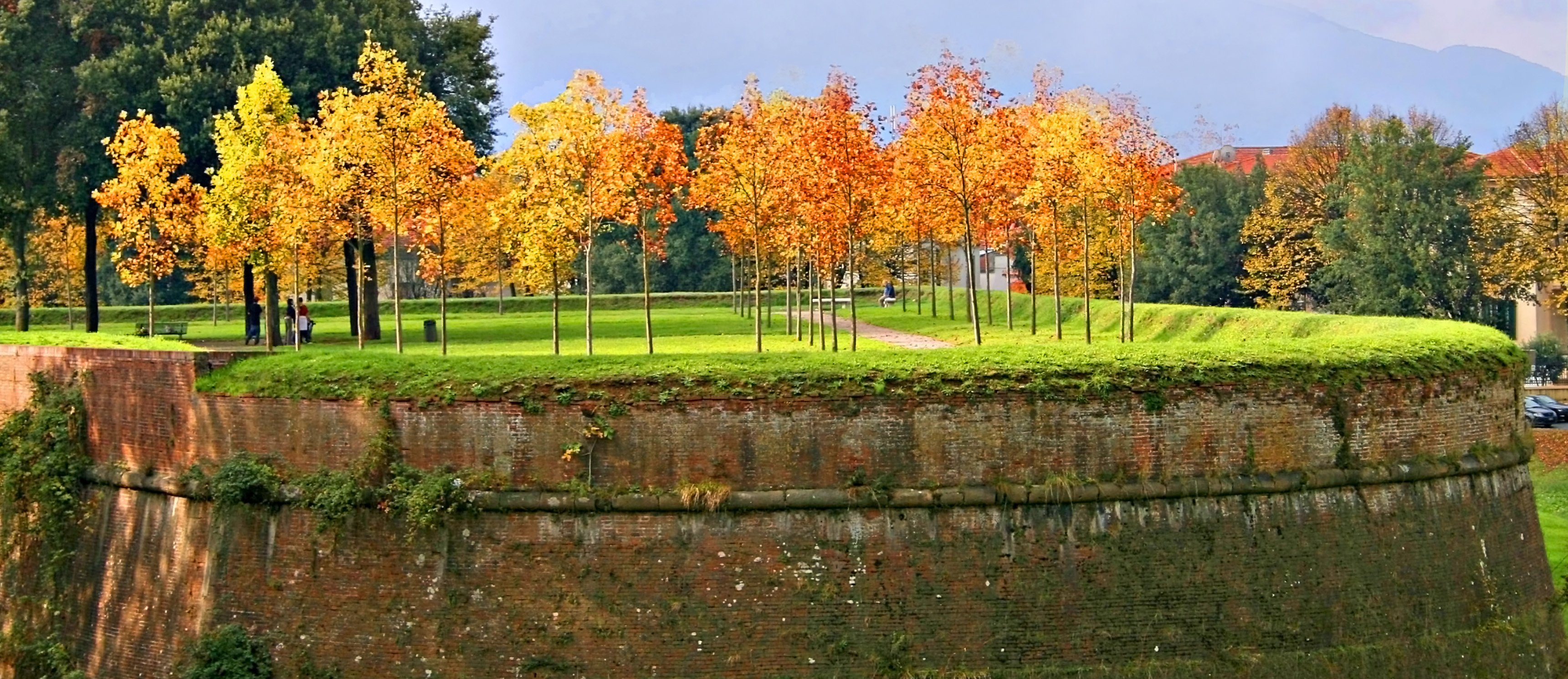
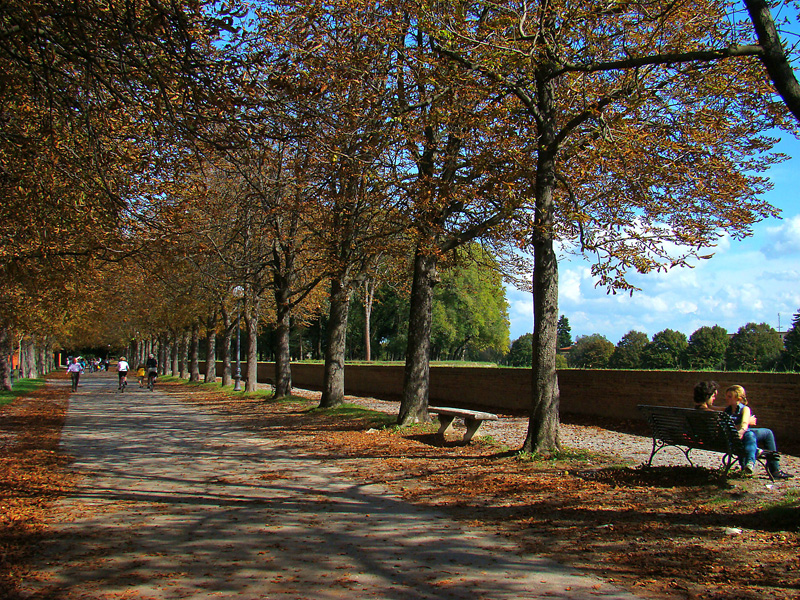